# Discographie de Florent Pagny
Cette page présente la discographie de Florent Pagny.

## Albums
| Année | Titre                                 | Ventes (France) | Certifications (France) | Meilleur classement  | Meilleur classement    | Meilleur classement  |
| Année | Titre                                 | Ventes (France) | Certifications (France) | Drapeau de la France | Drapeau de la Belgique | Drapeau de la Suisse |
| ----- | ------------------------------------- | --------------- | ----------------------- | -------------------- | ---------------------- | -------------------- |
| 1990  | Merci                                 | 100 000         | Or                      | 10                   |                        | -                    |
| 1992  | Réaliste                              | 75 000          | Argent                  | 20                   |                        | -                    |
| 1994  | Rester vrai                           | 250 000         | 2 × Or                  | 19                   |                        | -                    |
| 1995  | Bienvenue chez moi                    | 1 500 000       | Diamant                 | 1                    | 1                      | -                    |
| 1997  | Savoir aimer                          | 1 800 000       | Diamant                 | 1                    | 1                      | 26                   |
| 1998  | Florent Pagny en concert              | 310 000         | Platine                 | 2                    | 3                      | -                    |
| 1999  | RéCréation                            | 360 000         | Platine                 | 1                    | 4                      | 94                   |
| 2000  | Châtelet Les Halles                   | 800 000         | 2 × Platine             | 1                    | 3                      | 16                   |
| 2001  | 2                                     | 450 000         | Platine                 | 3                    | 3                      | 8                    |
| 2003  | Ailleurs land                         | 1 080 000       | Diamant                 | 1                    | 1                      | 2                    |
| 2004  | Été 2003 à l'Olympia                  | 100 000         | Or                      | 11                   | 4                      | 37                   |
| 2004  | Baryton                               | 800 000         | 2 × Platine             | 1                    | 1                      | 19                   |
| 2005  | Baryton - L'intégrale du spectacle    | 100 000         | Or                      | 24                   | 12                     | 95                   |
| 2006  | Abracadabra                           | 350 000         | Platine                 | 2                    | 2                      | 13                   |
| 2007  | Pagny chante Brel                     | 270 000         | Platine                 | 3                    | 1                      | 28                   |
| 2008  | De part et d'autre - Triple Best of   | 80 000          | Or                      | 2                    | 2                      | -                    |
| 2009  | C'est comme ça                        | 200 000         | 2 × Platine             | 2                    | 1                      | 16                   |
| 2010  | Tout et son contraire                 | 250 000         | 2 × Platine             | 1                    | 1                      | 31                   |
| 2012  | Ma liberté de chanter - Live acoustic | 60 000          | Or                      | 6                    | 4                      | 42                   |
| 2012  | Baryton - Gracias a la vida           | 120 000         | Platine                 | 2                    | 5                      | 40                   |
| 2013  | Vieillir avec toi                     | 700 000         | Diamant                 | 1                    | 1                      | 9                    |
| 2014  | Vieillir ensemble - Le live           | 40 000          | -                       | 35                   | 13                     | 75                   |
| 2016  | Habana                                | 150 000         | Platine                 | 2                    | 1                      | 6                    |
| 2017  | Le Présent d'abord                    | 230 000         | 2 × Platine             | 1                    | 1                      | 1                    |
| 2018  | Tout simplement                       | 30 000          | -                       | 5                    | 4                      | 5                    |
| 2019  | Aime la vie                           | 100 000         | Platine                 | 1                    | 2                      | 5                    |
| 2021  | L'avenir                              | 100 000         | Platine                 | 1                    | 1                      | 8                    |
| 2023  | 2 bis                                 | 220 000         | 2 × Platine             | 1                    | 1                      | 1                    |

Les cases grisées signifient que les classements de ce pays n'existaient pas lors de la sortie du disque ou que ceux-ci sont indisponibles.

## Singles
| Année | Single                                                                | Classement | Classement | Classement | Album                 | Chiffres et Certifications (France) |
| Année | Single                                                                | [ 1 ]      | [*]        | [ 3 ]      | Album                 | Chiffres et Certifications (France) |
| ----- | --------------------------------------------------------------------- | ---------- | ---------- | ---------- | --------------------- | ----------------------------------- |
| 1988  | N'importe quoi                                                        | 1          |            | -          | -                     | 800 000 Or                          |
| 1988  | Laissez-nous respirer                                                 | 8          |            | -          | -                     | 200 000 Argent                      |
| 1989  | Comme d'habitude                                                      | 6          |            | -          | -                     | 150 000 Argent                      |
| 1990  | J'te jure                                                             | 16         |            | -          | Merci                 | 60 000                              |
| 1990  | Ça fait des nuits                                                     | 17         |            | -          | Merci                 | 75 000                              |
| 1990  | Presse qui roule                                                      | 24         |            | -          | Merci                 | -                                   |
| 1991  | Prends ton temps                                                      | 42         |            | -          | Merci                 | -                                   |
| 1992  | Tue-moi                                                               | 22         |            | -          | Réaliste              | 30 000                              |
| 1993  | Qu'est-ce qu'on a fait ?                                              | 46         |            | -          | Réaliste              | -                                   |
| 1994  | Est-ce que tu me suis ?                                               | 45         |            | -          | Rester vrai           | -                                   |
| 1994  | Si tu veux m'essayer                                                  | 7          |            | -          | Rester vrai           | 100 000                             |
| 1995  | Bienvenue chez moi                                                    | -          | -          | -          | Bienvenue chez moi    | -                                   |
| 1996  | Caruso                                                                | 2          | 3          | -          | Bienvenue chez moi    | 250 000 Or                          |
| 1996  | Oh Happy Day                                                          | 8          | -          | -          | Bienvenue chez moi    | 100 000                             |
| 1997  | Savoir aimer                                                          | 1          | 1          | -          | Savoir aimer          | 1 280 000 Diamant                   |
| 1998  | Chanter                                                               | 16         | 15         | -          | Savoir aimer          | 200 000 Argent                      |
| 1998  | D'un amour l'autre                                                    | 83         | -          | -          | Savoir aimer          | -                                   |
| 1998  | Dors                                                                  | 29         | 28         | -          | Savoir aimer          | -                                   |
| 1999  | Jolie Môme                                                            | 13         | 11         | -          | RéCréation            | -                                   |
| 2000  | Les Parfums de sa vie (je l'ai tant aimée)                            | 38         | 30         | -          | RéCréation            | -                                   |
| 2000  | Et un jour une femme                                                  | 5          | 2          | -          | Châtelet les Halles   | 340 000 Or                          |
| 2001  | Châtelet-Les Halles                                                   | 45         | -          | -          | Châtelet les Halles   | -                                   |
| 2001  | Terre                                                                 | 37         | -          | -          | Châtelet les Halles   | -                                   |
| 2002  | L'Air du temps (avec Cécilia Cara)                                    | 20         | 19         | -          | 2                     | -                                   |
| 2003  | Ma liberté de penser                                                  | 1          | 1          | 8          | Ailleurs land         | 1 000 000 Diamant                   |
| 2003  | Je trace                                                              | 26         | 34         | 65         | Ailleurs land         | -                                   |
| 2004  | Y'a pas un homme qui soit né pour ça (avec Calogero et Pascal Obispo) | 20         | -          | 45         | -                     | -                                   |
| 2004  | Io le canto per te                                                    | 28         | 12         | -          | Baryton               | -                                   |
| 2006  | Là où je t'emmènerai                                                  | 4          | 7          | 39         | Abracadabra           | 130 000 Argent                      |
| 2006  | Le mur                                                                | -          | -          | -          | Abracadabra           |                                     |
| 2007  | À tout peser à bien choisir                                           | -          | -          | -          | Abracadabra           |                                     |
| 2007  | Un ami (avec Marc Lavoine)                                            | 27         | 18         | -          | -                     | -                                   |
| 2009  | C'est comme ça                                                        | -          | 11         | -          | C'est comme ça        | -                                   |
| 2009  | Amar y amar                                                           | -          | -          | -          | C'est comme ça        | -                                   |
| 2010  | Si tu n'aimes pas Florent Pagny                                       | -          | 46         | -          | Tout et son contraire | -                                   |
| 2010  | Te jeter des fleurs                                                   | 43         | 19         | -          | Tout et son contraire | -                                   |
| 2010  | 8e merveille                                                          | -          | -          | -          | Tout et son contraire | -                                   |
| 2010  | Je laisse le temps faire                                              | -          | -          | -          | Tout et son contraire | -                                   |
| 2013  | Les murs porteurs                                                     | 23         | 25         | -          | Vieillir avec toi     | -                                   |
| 2013  | Vieillir avec toi                                                     | 68         | -          | -          | Vieillir avec toi     | -                                   |
| 2014  | Le Soldat                                                             | 61         | 50         | -          | Vieillir avec toi     | -                                   |
| 2014  | Combien de gens                                                       | -          | -          | -          | Vieillir avec toi     | -                                   |
| 2015  | Nos vie parallèles (avec Anggun)                                      | 47         | 39         | -          | -                     |                                     |
| 2016  | Encore                                                                | 55         | -          | -          | Habana                | -                                   |
| 2017  | Le Présent d'abord                                                    | 39         | -          | -          | Le Présent d'abord    | -                                   |
| 2017  | La Beauté du doute                                                    | 67         | -          | -          | Le Présent d'abord    | -                                   |
| 2018  | Immense                                                               | 156        |            |            | Le Présent d'abord    |                                     |
| 2019  | Rafale de vent                                                        | 33         | 14         | -          | Aime la vie           | -                                   |
| 2020  | J’y vais (avec Patrick Fiori)                                         | 5          | -          | -          | -                     | -                                   |

Les cases grisées signifient que les —classements de ce pays n'existaient pas lors de la sortie du disque ou que ceux-ci sont indisponibles.           
[*] Le classement belge est celui de la Belgique francophone.